# Turtmann-Unterems
Turtmann-Unterems es una comuna suiza perteneciente al distrito de Leuk del cantón del Valais.
Se creó el 1 de enero de 2013 mediante la fusión de las antiguas comunas de Turtmann y Unterems.
Se sitúa junto al río Ródano.

## Demografía
Las comunas han tenido históricamente la siguiente evolución demográfica:

## Transportes
Ferrocarril
Existe una estación ferroviaria en la comuna donde efectúan parada trenes regionales que la comunican con otras ciudades y comunas del Cantón del Valais.